# Jean-François Variot
Jean-François Variot (né le 20 décembre 1946 à Vonges) est un publicitaire français. Au cours d’un itinéraire marqué par la montée en puissance des marques, et les évolutions technologiques de la communication, il a participé à la libéralisation du Paysage audiovisuel français (en étant notamment le conseil et le publicitaire de Fun Radio et de FR3). Dès le début des années 1990, il est partie prenante de l’essor des NTIC dans l’univers du marketing. 

## Biographie
Jean-François Variot commence sa carrière en 1972 sur de grands comptes internationaux, avant de fonder l’agence Équateur en 1983. 
En 1989, il quitte Équateur alors que l’agence se place parmi les 10 premières françaises, et rejoint Lanvin, comme Directeur Général Délégué.
En 1991, il fonde Image Force, qui donnera en 2008, naissance au Groupe Makheia aujourd’hui coté en bourse sur Alternext. 
Au cours les années 2000 il participe également à de nombreuses sociétés dans l’univers de l’internet, notamment Affinitiz, premier réseau social français.
Il est en 2011 administrateur de Makheia, fondateur de Message Trust. Il a également un rôle de business angel dans de petites sociétés de communication très ciblées.

## Concepts
- En compagnie de Jean-Noel Kapferer, Marie-Claude Sicard, Alain Mergier, Yves Krief, et quelques autres, Jean-François Variot a participé à l’élaboration des méthodologies de gestion de marque, et inventé le prisme d’identité, aujourd’hui largement utilisé dans les écoles de marketing
- Il est aujourd’hui le concepteur et l’un des promoteurs du concept de langage de marque[3]

## Quelques campagnes
- Un coup de barre, Mars, et ça repart (avec Georges Wolinski)
- Treets fond dans la bouche, pas dans la main
- Le sucre, le plus petit des grands plaisirs (avec les dominos joueurs)[4]
- Bougez avec La Poste La Poste (entreprise française)[5]

## Livres publiés
- La Marque Post Publicitaire – Internet Acte 2. Éditeur Village Mondial 2001  (ISBN 978-2-84211-146-5)
- Huit Stratégies Pour Gagner Face à la Crise. Éditions d’Organisation 1982  (ISBN 978-2-7081-0483-9)

## Formation
- Diplôme d’ingénieur des Arts et Métiers[6] en 1969, aujourd’hui Arts et Métiers ParisTech
- Titulaire du diplôme de l’ISA[7], MBA du Groupe HEC en 1971